# Ayod
Ayod là một thị trấn ở quận Ayod, bang Jonglei, Nam Sudan. Dân cư tại đây chủ yếu thuộc dân tộc Nuer. Riek Machar, phó tổng thống thứ nhất của Nam Sudan, là con trai thứ 26 của các tù trưởng tại Ayod và Leer.
Một nghiên cứu về thị trấn vào tháng 12 năm 1994 đã kiểm tra 759 người và thấy rằng 156 người (tương đương 20,6%) có vết thương do giun Guinea gây ra.

## Lịch sử
Trong nạn đói Sudan năm 1993, nhiếp ảnh gia người Nam Phi Kevin Carter đã chụp bức ảnh Kền kền chờ đợi ở Ayod, về sau đoạt giải thưởng Pulitzer.
Vào năm 2021, một trận lũ lớn đã xảy ra gần Ayod khiến người dân phải sơ tán và bị mất nhiều gia súc.

## Địa lý
Ayod nằm gần Khu bảo tồn động vật hoang dã Ez Zeraf, cách thủ phủ bang Bor khoảng 212 km và thủ đô Juba khoảng 362 km.

### Khí hậu
Ayod có khí hậu bán khô hạn (phân loại khí hậu Köppen BSh).
| Dữ liệu khí hậu của Ayod           | Dữ liệu khí hậu của Ayod | Dữ liệu khí hậu của Ayod | Dữ liệu khí hậu của Ayod | Dữ liệu khí hậu của Ayod | Dữ liệu khí hậu của Ayod | Dữ liệu khí hậu của Ayod | Dữ liệu khí hậu của Ayod | Dữ liệu khí hậu của Ayod | Dữ liệu khí hậu của Ayod | Dữ liệu khí hậu của Ayod | Dữ liệu khí hậu của Ayod | Dữ liệu khí hậu của Ayod | Dữ liệu khí hậu của Ayod |
| Tháng                              | 1                        | 2                        | 3                        | 4                        | 5                        | 6                        | 7                        | 8                        | 9                        | 10                       | 11                       | 12                       | Năm                      |
| ---------------------------------- | ------------------------ | ------------------------ | ------------------------ | ------------------------ | ------------------------ | ------------------------ | ------------------------ | ------------------------ | ------------------------ | ------------------------ | ------------------------ | ------------------------ | ------------------------ |
| Trung bình ngày tối đa °C          | 37.3                     | 40                       | 41.4                     | 41.4                     | 36.7                     | 34                       | 31.3                     | 31.3                     | 32.8                     | 35.2                     | 37.4                     | 37                       | 36.3                     |
| Tối thiểu trung bình ngày °C       | 23.9                     | 26.3                     | 28.1                     | 29                       | 27.7                     | 25.4                     | 23.3                     | 22.6                     | 22.5                     | 23.5                     | 24.5                     | 24.5                     | 25.1                     |
| Lượng Giáng thủy trung bình mm     | 0                        | 0                        | 5                        | 11                       | 38                       | 84                       | 110                      | 121                      | 83                       | 61                       | 3                        | 1                        | 517                      |
| Trung bình ngày tối đa °F          | 99.1                     | 104                      | 106.5                    | 106.5                    | 98.1                     | 93                       | 88.3                     | 88.3                     | 91.0                     | 95.4                     | 99.3                     | 99                       | 97.4                     |
| Trung bình ngày tối thiểu °F       | 75.0                     | 79.3                     | 82.6                     | 84                       | 81.9                     | 77.7                     | 73.9                     | 72.7                     | 72.5                     | 74.3                     | 76.1                     | 76.1                     | 77.2                     |
| Lượng Giáng thủy trung bình inches | 0                        | 0                        | 0.2                      | 0.4                      | 1.5                      | 3.3                      | 4.3                      | 4.8                      | 3.3                      | 2.4                      | 0.1                      | 0.0                      | 20.3                     |
| Số ngày mưa trung bình             | 0                        | 0.3                      | 3.3                      | 5.4                      | 14                       | 17.3                     | 21.8                     | 23.2                     | 19.5                     | 15.5                     | 1.5                      | 0.3                      | 122.1                    |
| Độ ẩm tương đối trung bình (%)     | 17                       | 14                       | 16                       | 26                       | 48                       | 59                       | 72                       | 77                       | 73                       | 63                       | 34                       | 21                       | 43                       |
| Số giờ nắng trung bình ngày        | 10                       | 10                       | 9.8                      | 9.6                      | 9.1                      | 8.7                      | 7.8                      | 7.8                      | 8.8                      | 9.5                      | 9.9                      | 10                       | 9.3                      |
| Nguồn: Weather Atlas               |                          |                          |                          |                          |                          |                          |                          |                          |                          |                          |                          |                          |                          |

## Giao thông
Tuyến đường cao tốc Pibor kết nối Ayod với thị trấn Kongor và chạy theo chiều bắc – nam. Đô thị này cũng có một sân bay nhỏ ở phía tây bắc.